# Martin Stefaniak
Martin Stefaniak (* 1965 in Thierhaupten) ist ein deutscher Puppenspieler, Sprecher sowie Theaterregisseur und Komponist.
Stefaniak ist seit April 1991 als Puppenspieler in der Puppenkiste tätig. 1993 wirkte er z. B. als Puppenspieler in der vierteiligen Marionetten-Produktion der Augsburger Puppenkiste –  Das Burggespenst Lülü mit. Im Zeitraum 2000/2001 wirkte er an einer 13-teiligen Fernsehserie der Augsburger Puppenkiste mit dem Titel Lilalu im Schepperland mit, in der er in verschiedenen Funktionen tätig war. In einer weiteren Produktion der Puppenkiste aus dem Jahr 2016, die auf der Weihnachtsgeschichte aus dem Neuen Testament basiert und den Titel Die Weihnachtsgeschichte trägt, wirkte Stefaniak als Sprecher mit. Bei dem im darauffolgenden Jahr erschienenen Weihnachtsfilm Als der Weihnachtsmann vom Himmel fiel führte Stefaniak erstmals Regie, zudem schrieb er das Drehbuch und komponierte die Musik. Für den 2018 erschienenen Weihnachtsfilm Geister der Weihnacht war Stefaniak wiederum für die Musik zuständig und wirkte auch als Sprecher im Film mit.

## Filmografie (Auswahl)
- 1993: Das Burggespenst Lülü (Fernsehserie; Puppenspieler)
- 2000, 2001: Lilalu im Schepperland (Fernsehserie, 8 Folgen; Puppenspieler, Sprecher „Stompf“ sowie kakophonischer Solist)[1]
- 2015: Prokurator (Fernsehserie Folge 1.6; Puppenspieler)
- 2016: Die Weihnachtsgeschichte (Animationsfilm; Sprecher)
- 2017: Als der Weihnachtsmann vom Himmel fiel (Regie, Drehbuch, Musik)
- 2018: Geister der Weihnacht (Komponist, Sprecher, Puppenspieler)